# حسين ابن مفلح الصيمري السلمابادي
الشيخ حسين بن مفلح الصيمري

## اسمه ونسبه
هو الشيخ حسين ابن الشيخ مفلح بن الحسن بن رشيد بن صلاح الصيمري، وقد اختلفوا في ضبط أسماء بعض الأجداد وقد تعرضنا لذلك في ترجمة والده الشيخ مفلح الصيمري.
والظاهر أنه كان يلقب بـ(جمال الدين) كما ذكر ذلك الميرزا عبد الله الأفندي(1).

## مولده
لم تذكر لنا المصادر مكان ولا تاريخ ولادته على وجه التحديد، إلا أن المظنون أن ولادته حصلت في البحرين، كما أن تلميذه الشيخ يحيى البحراني أشار إلى أن الشيخ حسين الصيمري حينما توفي كان عمره أكثر من ثمانين سنة، وحيث أن وفاته كانت سنة 933هـ، فيمكن أن نستشف من كلامه أنه وُلِد قبل سنة 853هـ (حوالي سنة 1449م).

## الأوضاع السياسية
لم يذكر لنا التاريخ ما يشفي الغليل عن أوضاع البحرين في تلك الفترة التي عاش فيها صاحب الترجمة، وقد تعرضنا في ترجمة الشيخ مفلح إلى ما اطلعنا عليه من أوضاع البحرين في تلك الفترة، ولكن يمكننا أن نضيف هنا بأن صاحب الترجمة عاش على ما يبدو أوقاتاً صعبةً خلال تلك الحقبة من الزمن، فمضافاً إلى عدم الاستقرار السياسي الذي مرت به البحرين خلال تلك الحقبة، يمكننا أيضاً أن نتلمس حدثين مهمين في حياة صاحب الترجمة:
الحدث الأول: أنه شهد في بدايات حياته ما لحق والده العلامة الشيخ مفلح الصيمري من الاضطهاد نتيجة تمسكه بمبادئه، وكيف نفاه الطواغيت عن البحرين من دون أي مراعاة لمستواه العلمي.
الحدث الثاني: وقد شهده في أخرى ات حياته، وهو الاحتلال البرتغالي للبحرين حوالي سنة 927هـ (1521م) وبلدان الخليج، وما صاحب هذا الاحتلال من نهب وسلب واضطهاد لهذه البلدان، وكان هذا أول غزو أوربي تتعرض له البحرين ومنطقة الخليج، وقد توفي صاحب الترجمة بعد هذا الاحتلال بعدَّة سنوات، وقد استمر هذا الاحتلال قرابة المائة عام.

## سجاياه وصفاته
لقد وصفه تلميذه الشيخ يحيى بن الحسين البحراني بقوله: (وقد استفدت منه وعاشرته زمناً طويلاً ينيف على ثلاثين سنة، فرأيت منه خلقاً حسناً، وصبراً جميلاً، ولا رأيت منه زلةً فعلها، ولا صغيرةً أصر عليها فضلاً عن الكبيرة، وكان له فضائل ومكرمات، كان يختم القرآن...) (2)
ولهذه الأوصاف قيمتها؛ إذ أنها صدرت ممن عاشره زمناً طويلاً، وخالطه وتتلمذ عليه، وعرف عنه كل صفاته ومزاياه.

## عبادته
في كتابه مشايخ الشيعة يصف الشيخ يحيى البحراني عبادة أستاذه الشيخ حسين بن مفلح الصيمري بقوله:(...كان يختم القرآن في كل ليلة اثنين والجمعة مرة، وكان كثير النوافل المرتبة في اليوم والليلة، وكثير الصوم، ولقد حج مراراً متعددةً تغمده الله برحمته) (3).
ورغم أن الشيخ يحيى البحراني قد قصد في كتابه المذكور أن يختصر ويترك الإطالة، إلا أنه خرج عن هذه القاعدة وأطال في ذكر مزايا أستاذه، ولعله يريد أن يردَّ له بعض أفضاله عليه.
أساتذته ومشايخه:
لم نطَّلع على أسماء المشايخ الذين تتلمذ عليهم الشيخ حسين الصيمري، وكل الذي عرفناه أنه تتلمذ على يد والده الشيخ مفلح الصيمري، وأما مشايخه في الرواية فإنه يروي عن والده الشيخ مفلح، كما يروي عن المحقق الكركي، بل نقل الميرزا عبد الله الأفندي أن صاحب الترجمة تتلمذ على الكركي أيضاً (4).

## تلامذته
من المطمئن به أنه كان للشيخ حسين الصيمري الكثير من التلاميذ، ولكننا ونظراً لشحة المصادر لم نتمكن من التعرف على أسماء تلامذته والراوين عنه، وكل الذين تعرفنا عليهم منهم أربعة أشخاص فقط:
1- ولده الشيخ عبد الله بن الحسين بن مفلح بن الحسن الصيمري (5).
2- الشيخ يحيى بن الحسين بن عشيرة بن ناصر بن أحمد البحراني (6).
3- الشيخ نصر بن برقع بن صالح بن تركي الطرفي (7).
4- السيد إبراهيم (8).

## مصنفاته
للشيخ حسين الصيمري العديد من الكتب، منها:
1- (محاسن الكلمات في معرفة النيّات)، ذكره الطهراني في الذريعة وقال إنّه موجود في الخزانة الرضويّة (9).
2- مناسك الحج الكبير، ذكره الشيخ الطهراني وقال إنّه موجود في خزانة السيّد حسن الصدر (10).
3- مناسك الحج الصغير، ويسمى أيضاً رسالة المناسك، ذكره الشيخ الطهراني في الذريعة وقال عنه: (وهو كسابقه موجود في خزانة سيّدنا الصدر)(11).
4- (جواز الحكومة الشرعية)، ذكره الشيخ الطهراني في الذريعة، وقال ناقلاً عن كشكول البحراني بأنّ الشيخ سليمان الماحوزي ينقل عن هذا الكتاب في كتابه (الفوائد النجفيّة) (12).
5- الأسئلة الصيمرية. ذكره الشيخ الطهراني في الذريعة (13)، وهي الأسئلة التي كتبها إلى المحقق الكركي، وقد أجاب عنها الكركي وقد وصفه الكركي فيها بـ(الشيخ الأجل أبقاه الله)، وفي ضمن هذه الأسئلة جاء في السؤال الرابع ما لفظه: ما يقول وفضله في مسألة التقصير، هل لو كانت ثمانية فراسخ فصاعداً حال استقامة طريقها وعند دورانها ينقص عن الثمانية، فتكون الاستقامة شرطاً، أم كالمساجد العشرة التي تزار في البحرين في المواقيت : وهل يجوز الجمع بين القصر والتمام أم لا ؟
وقد أجاب المحقق الكركي عن هذا السؤال وعن بقية الأسئلة الأخرى بشكل مفصل، والأسئلة مع أجوبتها مطبوعةٌ في ضمن المجلد الثاني من (رسائل المحقق الكركي).
6- الإيقاظات في العقود والإيقاعات. ذكره الشيخ الطهراني في الذريعة(14).
7- وقد نسب إليه الميرزا عبد الله الأفندي كتاب(إلزام الناصب بولاية علي بن أبي طالب ×) وقد تقدم أن هذا الكتاب لوالده الشيخ مفلح، إلا أن الميرزا الأفندي يذكر بأنه رأى عدة نسخ عتيقة منه في البحرين وبلاد الإحساء وغيرها، وكان فيها بأنه من مؤلفات الشيخ حسين هذا، وقد يُظن أنه تأليف والده (15)، إلا أننا نجد الشيخ سليمان الماحوزي وهو من كبار علماء البحرين وممن لهم اطلاع واسع على حياة علمائها- ينسب هذا الكتاب إلى الشيخ مفلح لا إلى ولده الشيخ حسين (16)، ومن البعيد جداً أن لا يكون الشيخ الماحوزي قد اطلع على تلك النسخ التي ذكرها الميرزا عبد الله الأفندي، فإن الماحوزي كانت له مكتبة كبيرة، وكانت له معرفة جيدة بمؤلفات علماء البحرين، ولهذا فالأرجح لدي هو كون الكتاب من مؤلفات الأب الشيخ مفلح.

## آراؤه الفقهية
لم تنقل لنا المصادر الكثير من آرائه الفقهية، ولعل أهم ما نقل لنا من ذلك هو فتواه بجواز الحكومة الشرعية أي القضاء لغير المجتهد مع فقده من باب الضرورة، فقد ألف فيه رسالة مستقلة للاستدلال على هذا القول، وهذا الرأي رغم ندرته في أوساط الفقهاء -خصوصا في تلك الأعصار- إذ أن الرأي المعروف هو اشتراط الاجتهاد في القاضي، إلا أن هناك من تبنَّى عدم الاشتراط إما مطلقاً أو مع فقد المجتهد كالشهيد الثاني على ما نُقِل عنه، وكالشيخ سليمان بن عبد الله الماحوزي الذي تبنى هذا القول ودافع عنه وألَّف رسالة في ذلك.

## شعره
لم يدون لنا التاريخ قصائد كثيرة لصاحب الترجمة، وكل ما عثرنا عليه هي قصيدة قالها تقريضاً لكتاب والده (كشف الالتباس عن موجز أبي العباس)، ولكن يظهر من هذه القصيدة أنه كان شاعراً مجيداً من غير تكلف، وهذه القصيدة مذكورة على نسخة خطية من كتاب (كشف الالتباس) وهي نسخة خطية قديمة موجودة في خزانة السيد المرعشي، ويعود تاريخ كتابتها إلى سنة 988هـ وقد كتبها علاء الدين بن عبد الرحمن، ومعها ثلاث قصائد أخرى، إحداها لوالده أي الشيخ مفلح الصيمري، والثانية للشيخ محمد بن أحمد الإحسائي، والثالثة للشيخ ناصر بن عبد الحسين السماهيجي البحراني، وقد تعرضنا للقصائد الثلاث سابقاً في ترجمة الشيخ مفلح الصيمري، ولعل التاريخ يكشف لنا من بطون المخطوطات قصائد أخرى لصاحب الترجمة ولغيره من علماء وأدباء البحرين، والقصيدة هي (17):
هذا كتاب ليس يوجد مثله
		للطالبين عمود رأس المذهب
شرح تضمن كشف لفظ الموجز
		بعبارة وضحت لكل مهذب
شرح تصدى للمسائل كلها
قد كان موجز ابن فهد معجزا		سنداً وتعليلاً وحسن تهذب
قد كان موجز ابن فهد معجزاً
فأتى بلغز ثم لمز موجز		حتى غدا سهلاً بغير تصعب
رام الإمام الشيخ أحمد أنه
فأتى بلغز ثم لمز موجز		يعلو على كلّ بهذا المطلب
فأتى بلغز ثم لمز موجز
منمن		متعمداً حتى سما كالعقرب
قد كان يعجز كل حبر مصقع
منمن		عن نيله فغدا بغير تحجب
من بعد ما قد كان صعباً مغلقاً
		متمنعاً كتمنع المستصعب
مضت السنون عليه غير محقق
مع كونه		من عصر ذاك العالم المتكسب
مع كونه يقرا ويروى دائماً
		حقاً وهذا القول غير مكذب
ذاك الإمام الشيخ مفلح الذي
		حاز العلى حتى أضا كالكوكب
أسألك يا رب العلى بالمصطفى
		وعلي والزهرا وكل مطيب
من نسلها فأدم فواضل شيخنا
		وأدمه بالتقوى لكشف المذهب

## أقوال العلماء فيه
قال عنه تلميذه الشيخ يحيى بن الحسين بن عشيرة البحراني: (الشيخ الفاضل نصير الملة والحق والدين حسين بن مفلح بن حسن، ذو العلم الواسع، والكرم الناصع، صنف كتاب المنسك الكبير كثير الفوائد، ورسائل أخرى، وقد استفدت منه، وعاشرته زماناً طويلاً ينيف على الثلاثين سنة، فرأيت منه خُلقاً حسناً، وصبراً جميلاً، ولا رأيت منه زلّةً فعلها، ولا صغيرةً أصرّ عليها، فضلاً عن فعل الكبيرة، وكان له فضائل ومكرمات، وكان يختم القرآن في كل ليلة اثنين والجمعة مرة، وكان كثير النوافل المرتبة في اليوم والليلة، وكثير الصوم، ولقد حج مراراً متعددةً تغمده الله بالرحمة والرضوان وأسكنه بحبوحة الجنان، ومات في...)(18).
قال عنه الشيخ الحر العاملي : (الشيخ حسين بن مفلح الصيمري، عالم محدث عابد كثير التلاوة والصوم والصلاة والحج وحسن الخلق، واسع العلم، له كتاب المناسك الكبير كثير الفوائد، ورسائل أخرى، توفي سنة 933 وعمره يزيد على الثمانين) (19)
قال عنه الشيخ سليمان الماحوزي: (الشيخ الفقيه الزاهد العابد الشيخ حسين، أورع أهل زمانه وأعبدهم وأفضلهم، كان مستجاب الدعوة، كثير العبادات والصدقات، قلّ أن يمضي له عام في غير حجّ أو زيارة، لم يعثر له عثرة، وكان للناس فيه اعتقاد عظيم وراج الشرع الشريف في زمانه غاية الرواج، وكان أذكى أهل زمانه، واجتمع في بعض أسفاره بالشيخ العلامة مروّج مذهب الإمامية في المائة التاسعة الشيخ علي بن عبد العال الكركي، واستجاز منه وأجازه.) (20)

## وفاته ومدفنه
ذكر تلميذه الشيخ يحيى بن الحسين بن عشيرة البحراني في كتابه (مشايخ الشيعة) أن صاحب الترجمة توفي في أول محرم سنة 933هـ،(أي في السابع من أكتوبر سنة 1526م) حيث قال: (ومات بقرية سلماباد إحدى قرى بلدة البحرين مفتتح شهر محرم الحرام من سنة ثلاثة وثلاثين وتسعمائة، وعمره ينيف على ثمانين سنة).
وقبره معروف يزار في قرية (سلماباد) منذ القدم، وقد ذكر الشيخ سليمان الماحوزي (المتوفي سنة 1121هـ) أنه زار قبر صاحب الترجمة ووالده الشيخ مفلح في قرية سلماباد (21)، وحالياً فإن القبرين عليهما بناء معروف ويقصدهما الناس للزيارة والتبرك.

## الهوامش
1. الفوائد الطريفة: 572.
2. كتاب مشايخ الشيعة، مخطوط، لدينا نسخة مصورة منه.
3. كتاب مشايخ الشيعة، مخطوط، لدينا نسخة مصورة منه.
4. الفوائد الطريفة: 570.
5. طبقات أعلام الشيعة، القرن العاشر: 131.
6. طبقات أعلام الشيعة، القرن العاشر: 274.
7. طبقات أعلام الشيعة، القرن العاشر: 265.
8. ذكره الميرزا عبد الله الأفندي& في (الفوائد الطريفة : 571) ولم يذكر بقية نسبه ولا شيئاً من أحواله.
9. الذريعة إلى تصانيف الشيعة 20: 127.
10. الذريعة إلى تصانيف الشيعة 22: 262.
11. الذريعة إلى تصانيف الشيعة 22: 262.
12. الذريعة إلى تصانيف الشيعة 5: 243.
13. الذريعة إلى تصانيف الشيعة 2: 89.
14. الذريعة إلى تصانيف الشيعة 2: 502.
15. رياض العلماء 2: 179.
16. فهرست علماء البحرين: 80.
17. تراجم الرجال 1: 316.
18. رسالة مشايخ الشيعة، تأليف الشيخ يحيى بن الحسين البحراني&، مخطوط، ولدينا نسخة منه.
19. أمل الآمل 2: 103.
20. أنوار البدرين: 76.
21. أنوار البدرين: 76.